# Louise Thaden
Louise Thaden est une aviatrice américaine née le 12 novembre 1905 et morte le 9 novembre 1979. Elle est avec Blanche Noyes la première femme à remporter le trophée Bendix.

## Biographie
Iris Louise McPhetridge est née le 12 novembre 1905 à Bentonville, en Arkansas. De 1921 à 1925, elle étudie à l'université de l'Arkansas, d'abord dans le domaine du journalisme, puis de l'éducation physique. Elle travaille ensuite pour la J. H. Turner Coal Company à Wichita dans le Kansas, où elle s'occupe de la vente de charbon, de fuel et de matériaux de construction. À Wichita, elle se rend régulièrement à la fabrique d'avions de la Travel Air durant les week-ends et développe un goût prononcé pour l'aviation. Après avoir définitivement quitté l'université après une dernière année à étudier la médecine, Louise McPhetridge est embauchée par Walter Beech, propriétaire de la Travel Air, qui lui offre un travail de représentant commercial à San Francisco. Là, elle reçoit des leçons de pilotage et effectue son premier vol en solo en 1927, puis obtient sa licence de pilote le 16 mai 1928. En 1928, Louise McPhetridge épouse Herbert von Thaden, un ancien pilote de l'armée américaine et ingénieur en aéronautique.

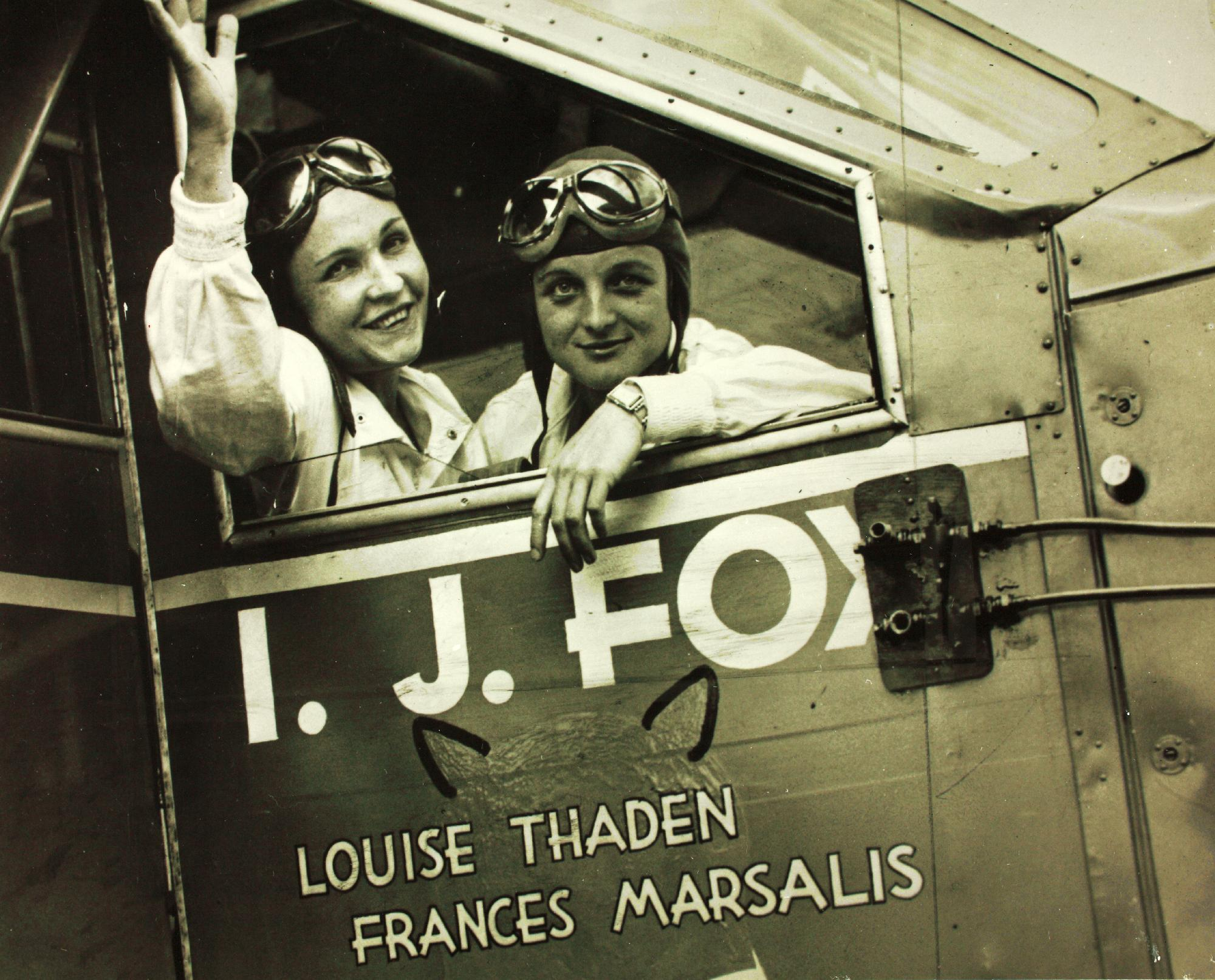
Louise Thaden et Frances Marsalis en 1932.

En 1929 elle remporte le Women's Air Derby, première course aérienne transcontinentale réservée aux femmes.
Le 22 août 1932, Louise Thaden et Frances Marsalis établissent le nouveau record d'endurance de vol, soit 196 heures, avec un Curtiss Thrush à moteur Wright de 240 chevaux.
En 1936, elle remporte le trophée Bendix avec Blanche Noyes comme copilote, et reçoit le trophée Harmon pour récompenser cette performance.
Elle meurt le 9 novembre 1979 à High Point en Caroline du Nord.

## Hommages
Depuis 1999, Louise Thaden est inscrite au National Aviation Hall of Fame.